# If You Give Your Heart
「If You Give Your Heart」（イフ ユー ギヴ ユア ハート）は、SMAPの稲垣吾郎のソロデビューシングル。1993年2月3日発売。発売元はビクター音楽産業。

## 解説
自身の主演映画「プライベート・レッスン」の主題歌として発売した。SMAPのメンバーとしては最も早いソロデビューである。
CDジャケットには「プライベート・レッスン オリジナル・サウンドトラック」の表記があり、3週間後に発売された映画のサウンドトラックに先駆けて発売された。
2001年8月8日発売のSMAPのベストアルバム『pamS』に収録された。
名義は異なるが、この作品から11年1ヶ月後の2004年、&Gとしてソロシングル「Wonderful Life」が発売された。

## 収録曲
1. If You Give Your Heart - 稲垣吾郎
作詞・作曲：J. Carbone - D. Belfield
  - 稲垣吾郎主演 ワーナー・ブラザース配給映画「プライベート・レッスン」主題歌

全英語詞の楽曲。
2. Ecstasy - ジョディ・ワトリー
作詞・作曲：T. Burrus - D. Morales - J. Watley